# Богда, Мария
Мария Богда (пол. Maria Bogda, наст. имя и фамилия Янина Копачек-Бродзиш, пол. Janina Kopaczek-Brodzisz) — польская актриса кино и театра.

## Биография
Мария Богда родилась 25 ноября 1909 года во Львове. Дебютировала в фильме в 1929 году. После окончания Второй мировой войны она организовала объездные театральные представления в разных городах Польши вместе с мужем, известным актёром Адамом Бродзишем. В 1961 оба не вернулись в страну из гастролей по США, в Америке перепробовали много различных работ, в частности, занимались разведением шиншилл. Умерла 30 июня 1981 года в Дезерт Хот Спрингс в Калифорнии, похоронена на Раковицком кладбище в Кракове.

## Избранная фильмография
- 1929 — Под флагом любви / Pod banderą miłości
- 1929 — Полицмейстер Тагеев / Policmajster Tagiejew
- 1929 — Тайна почтового ящика / Tajemnica skrzynki pocztowej
- 1932 — Безымянные герои / Bezimienni bohaterowie
- 1932 — Голос пустыни / Głos pustyni
- 1933 — Под твоей защитой / Pod Twoją obronę
- 1934 — Дочь генерала Панкратова / Córka generała Pankratowa
- 1934 — Молодой лес / Młody las
- 1935 — Азбука любви / ABC miłości
- 1935 — Антек-полицмейстер / Antek Policmajster
- 1935 — Рапсодия Балтики / Rapsodia Bałtyku
- 1936 — Пан Твардовский / Pan Twardowski
- 1936 — Маленький моряк / Mały marynarz
- 1937 — Господин редактор безумствует / Pan redaktor szaleje
- 1937 — Ты, что в Острой светишь Браме.../ Ty, co w Ostrej świecisz Bramie
- 1938 — Женщины над пропастью / Kobiety nad przepaścią